# 2013 en Ukraine
Chronologie de l'Ukraine
- 2009
- 2010
- 2011
- 2012
- 2013
- 2014
- 2015
- 2016
- 2017

Cette page concerne les évènements survenus en 2013 en Ukraine :

## Événement
- Dissolution du 6e corps d'armée (Ukraine).
- Boycott des produits russes en Ukraine.
- Poursuites judiciaires contre les partisans de Ioulia Tymochenko
- 13 février : Le vol 8971 South Airlines (en) s'écrase à l'aéroport international de Donetsk.
- 12 mars : Plan sur les mesures prioritaires pour l'intégration européenne de l'Ukraine (en)
- 18 mai : Début des manifestations Debout, l'Ukraine ! (en)
- 26 juin : Viol d'Iryna Krashkova (en)
- 6 août : Accident chimique à Horlivka (en)
- 6 novembre : 70e anniversaire de la libération de Kiev (en)
- Accord d'association entre l'Ukraine et l'Union européenne
- 21 novembre : Début des manifestations Euromaïdan
  - Émeutes de l'Euromaïdan du 1er décembre 2013 (en)
  - Assaut de l'Euromaïdan du 11 décembre 2013 (en)
- 17 décembre : Plan d'action russo-ukrainien (en)

## Sport
- Championnat d'Ukraine de football de deuxième division 2012-2013
- Championnat d'Ukraine de football de deuxième division 2013-2014
- Championnat d'Ukraine de rugby à XV 2013
- Championnat d'Ukraine de football 2012-2013
- Championnat d'Ukraine de football 2013-2014
- Coupe d'Ukraine de football 2012-2013
- Coupe d'Ukraine de football 2013-2014
- Supercoupe d'Ukraine de football 2013

## Culture
Diffusion de Anna German : le secret de l'aigle blanc, série télévisée.

### Sortie de film
- Haytarma
- Je l'aime